# مقاطعة جاسبير (إلينوي)
مقاطعة جاسبير (بالإنجليزية: Jasper County)‏ هي إحدى المقاطعات في ولاية إلينوي في الولايات المتحدة الأمريكية.

## أعلام
- بورل آيفز